# Пик, Анна
Анна Пик (фр. Anna Pic) — французский политик, депутат Национального собрания Франции.

## Биография
Анна Пик родилась 4 июня 1978 года в Монпелье (департамент Эро). Получив диплом о высшем образовании в области философии, затем социоантропалогии, она семь лет проработала учителем в колледже, а затем стала старшим советником по образованию и работала в лицее Виктор-Гриньяр в Шербуре. В 2006 году она вступила в Социалистическую партию.
В марте 2014 года Анна Пик вошла в список социалистов на муниципальных выборах в городе Шербур-Октвиль и была избрана в городской совет. На первом заседании совета новой коммуны Шербур-ан-Котантен 3 января 2016 года она была избрана вице-мэром по международному сотрудничеству и децентрализации. 
В марте 2015 года Анна Пик в паре с Фредериком Бастьяном была избрана в Совет департамента Манш от кантона Шербур-Октвиль-1, стала лидером оппозиции. На выборах 2021 года не переизбиралась. В апреле 2018 года она была избрана секретарем отделения Социалистической партии в департаменте Манш.
В июне 2021 года Анна Пик возглавила левый список на выборах в Региональный совет Нормандии в департаменте Манш и была избрана в этот совет.
В 2022 году она баллотируется на выборах в Национальное собрание в 2022 году в четвертом округе департамента Манш от левого блока NUPES. Во втором туре она победила действующего депутата Соню Крими от партии «Вперёд, Республика!», набрав 51,6% голосов. В Национальном собрании входит в состав Комиссии по национальной обороне и вооруженным силам.

## Занимаемые выборные должности
с 01.04.2014 —— член совета города Шербур-Октвиль/Шербур-ан-Котантен 

03.01.2016 — 07.2022 — вице-мэр города Шербур-ан-Котантен

02.04.2015 — 17.06.2021 — член Совета департамента Манш от кантона Шербур-Октвиль-1 

02.07.2021 — 09.2022  — член Регионального совета Нормандии 

с 21.06.2022 — депутат Национального собрания Франции от 4-го избирательного округа департамента Манш 